# فيلقية غيستيانية
فيلقية غيستيانية (الاسم العلمي: Legionella geestiana) هي نوع من البكتيريا يتبع جنس الفيلقية من الفصيلة الفيالقية.